# Mauritz Stiller

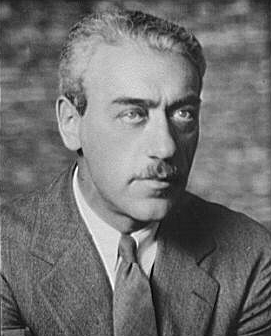
Mauritz Stiller, 1927

Mauritz Stiller (* 17. Juli 1883 in Helsinki als Moshe Stiller; † 18. November 1928 in Stockholm) war ein russisch-schwedischer Regisseur und Drehbuchautor. Er gilt als Entdecker und Mentor von Greta Garbo.

## Leben
Er wurde mit dem Namen Moshe Stiller als Sohn russischer Juden in Helsinki geboren. 1899, im Alter von 16 Jahren, war er bereits in Helsinki am Volkstheater als Schauspieler tätig. Nach einem Schauspielengagement 1903 in Schweden war er bis 1911 an finnischen Bühnen beschäftigt. In diesem Jahr wurde er mit der Leitung des Stockholmer Lilla Teatern betraut. Im März 1912 bot ihm die Filmgesellschaft Svenska Biografteatern einen Vertrag über zunächst drei Jahre an und Stiller begann seine Laufbahn als Filmregisseur, Drehbuchautor und Schauspieler. Er orientierte sich bei seiner Arbeit am dänischen Film, der damals zu den führenden Produktionen in Europa gehörte. Erst ab 1916 gelang es Stiller aber, vom kolportagehaften Trivialfilm zu thematisch und künstlerisch anspruchsvolleren Werken zu finden. Ein frühes Beispiel dafür ist sein Film Ikarus, eine 1916 entstandene Verfilmung des Romans Michael von Herman Bang. Neben dem bereits etablierten Victor Sjöström entwickelte sich Stillers Name in den folgenden Jahren zum Markenzeichen für den künstlerisch hochwertigen schwedischen Stummfilm der späten 1910er und frühen 1920er Jahre. Während Sjöström eher dramatische Stoffe wählte, galt Stiller als Regietalent für Komödien. Beide waren von dem Filmproduzenten und Pionier der schwedischen Filmindustrie, Charles Magnusson, entdeckt und gefördert worden.
1919 begann eine Reihe von Literaturverfilmungen in Schweden. Stiller drehte als erstes Das Lied von der glutroten Blume nach Johannes Linnankoski und stellte wie bereits zuvor Sjöström in Berg-Eyvind und sein Weib die raue Natur des Nordens und das Mühen des Menschen mit ihr in dem Mittelpunkt. Als sein erstes Meisterwerk gilt heute die 1919 entstandene Verfilmung des Selma-Lagerlöf-Romans Herrn Arnes Schatz. Die Autorin der Vorlage war mit dem Ergebnis jedoch nicht zufrieden und lehnte eine weitere Zusammenarbeit mit Stiller ab.
1920 gelang Mauritz Stiller mit der Komödie Erotikon eine Innovation auf dem Gebiet der Erzähltechnik im Film, die später unter anderem von Ernst Lubitsch nachgeahmt wurde. Stiller ließ komische Szenen ernst spielen und erreichte damit ein „Auseinanderfallen“ von Text und Bild, das Darstellung von Ironie ermöglichte und eine geistreiche Alternative zum vorherrschenden Slapstick bot.
Mit Johan kehrte Stiller 1921 zur landschaftsbetonten Literaturverfilmung zurück; die Geschichte über Menschen in den Weiten Lapplands nach einem Buch von Juhani Aho wurde von Aki Kaurismäki 1999 in Stil eines Stummfilms als Juha wiederverfilmt. Nach Herrenhofsage (1923), einer weiteren Lagerlöf-Verfilmung Stillers, versuchte die Schriftstellerin vergeblich, Mauritz Stiller als Regisseur der Verfilmung ihres Romans Gösta Berling zu verhindern. Für Gösta Berling, seinen letzten Film in Schweden, arbeitete er mit Sjöströms Kameramann Julius Jaenzon zusammen und engagierte die unbekannte Kleindarstellerin Greta Gustafsson, die auf sein Hinwirken den Künstlernamen Greta Garbo annahm. Der Film mit seiner starken äußeren Dramatik gilt als letzter Höhepunkt des schwedischen Stummfilms.
Der Erfolg dieses Films brachte der Garbo und ihm zunächst einen Vertrag mit der deutschen Filmgesellschaft Trianon ein, die ihm pro Film eine Gage von 150.000 Reichsmark zusagte. Garbo erhielt einen Mehrjahresvertrag mit einer monatlichen Gage von 500 Reichsmark. Bereits das erste Projekt, eine Verfilmung des Romans Die Odaliske von Smolna (nach anderen Quellen: Die Odaliske von Smolny) scheiterte. Der Vertrag wurde aufgelöst und Stiller begann, parallel mit der UFA und der Svensk Filmindustri zu verhandeln, um am Ende einen Vertrag mit der neugegründeten US-amerikanischen Gesellschaft MGM zu schließen.
Gemeinsam gingen Stiller und die Garbo 1925 in die USA, doch während Garbo zum Star wurde, hatte Stiller Meinungsverschiedenheiten mit den Filmproduzenten. Die Regie von Dämon Weib mit Greta Garbo in der Hauptrolle wurden ihm 1926 nach wenigen Tagen entzogen. Stiller ging daraufhin zur Paramount, wo sein Bekannter Erich Pommer den Kontakt hergestellt hatte. Mit dem Film Hotel Stadt Lemberg mit Pola Negri in der Hauptrolle feierte Stiller eine Art von Comeback. Die Kritiker lobten die dichte Inszenierung der Geschichte und er drehte mit der Negri noch zwei weitere Filme. Kurz danach wurde Stiller die Regie zu The Way of All Flesh entzogen und er ging Mitte 1928, bereits schwer krank, zurück nach Schweden. Kurz nach seiner Rückkehr starb er im Alter von nur 45 Jahren an Pleuritis.
Egon Erwin Kisch stellt die Affäre in seiner Reportage Paradies Amerika folgendermaßen dar:

„Mauritz Stiller weigerte sich, die Regie von „Weg allen Fleisches“ zu führen, seine künstlerische Kraft, edle Schauspieler und Millionen Dollar auf die Lebendigmachung eines solchen Dreckmanuskriptes zu verschwenden. „Wissen Sie“, sagte Schulberg überlegen, „daß Sie mit dieser Weigerung Ihre Gage verlieren, 25000 Dollar?“ − „Nu, wenn schon“, erwiderte der Schwede berlinerisch. Und Stiller fuhr aus Hollywood fort, fuhr nach Europa. Er ist gestorben.“

## Filmografie (Auswahl)
- 1912: Mor och dotter
- 1912: Der Gärtner (Trädgårdsmästaren)
- 1913: Wenn die Liebe stirbt (När kärleken dödar)
- 1916: Ikarus
- 1917: Thomas Graals bester Film (Thomas Graals bästa film)
- 1917: Alexander der Große (Alexander den Store)
- 1919: Das Lied der roten Blume (Sången om den eldröda blomman)
- 1919: Herrn Arnes Schatz (Herr Arnes pengar)
- 1920: Erotikon
- 1921: Johan
- 1923: Herrenhofsage (Gunnar Hedes saga)
- 1924: Gösta Berling (Gösta Berlings saga)
- 1926: Dämon Weib (The Temptress) (mit Fred Niblo)
- 1927: Hotel Stadt Lemberg (Hotel Imperial)
- 1927: Stacheldraht (Barbed Wire) (ohne Nennung in den Credits)
- 1927: Geständnisse einer Frau (The Woman on Trial)
- 1928: Der König von Soho (The Street of Sin)